# Coöperatief principe
Het coöperatieve principe of coöperatieprincipe is vooral in de sociale wetenschappen en sommige gebieden van de taalkunde - in het bijzonder de pragmatiek - datgene wat de algemene communicatieve interactie tussen mensen beschrijft. Tijdens het voeren van een gesprek van om het even welke aard is het in principe altijd zo dat met de gedane taaluitingen een bepaald einddoel dichterbij wordt gebracht. Dit hangt nauw samen met het gebruik van maximes.

## Werking
Het coöperatieve principe werkt altijd in twee opzichten: enerzijds houdt de spreker zich altijd aan het coöperatieve principe, anderzijds gaat ook de toehoorder er zonder meer van uit dat de spreker dit doet. Het coöperatieve principe kan dus worden beschouwd als een stilzwijgende overeenkomst tussen de sprekers. Nauw hiermee verbonden is de mogelijkheid tot illocutie en conversationele implicatuur; door middel van een bepaalde taaluiting wordt op een verkapte manier nog iets meer verwoord, dat de hoorder gemakkelijk uit de uiting zelf af kan leiden.   

## Voorbeeld
Spreker A: Zou ik wat geld van je kunnen lenen?'
Spreker B: Mijn portemonnee ligt boven.
Uit het antwoord van spreker B kan spreker A tevens de bevestiging van zijn vraag afleiden, ook al bevat het antwoord als zodanig geen enkele expliciet geuite bevestiging of ontkenning. Dit is mogelijk dankzij het coöperatieve principe waaraan beide sprekers zich houden.